# آورو ۵۲۷
آورو ۵۲۷ (به انگلیسی: Avro 527) یک هواپیمای ساختِ کارخانهٔ آورو در کشور بریتانیا است. این هواپیما در ۱۹۱۶ میلادی نخستین پرواز خود را انجام داد.